# Kościół Najświętszej Maryi Panny Niepokalanie Poczętej w Goliszewie
Kościół Najświętszej Maryi Panny Niepokalanie Poczętej w Goliszewie – rzymskokatolicki kościół parafialny należący do parafii pod tym samym wezwaniem (dekanat Stawiszyn diecezji kaliskiej).

## Historia
Obecna świątynia została zaprojektowana przez znanego architekta Franciszka Reinsteina. Kościół został zbudowany w latach 1839-1840, przy czym budowa została wsparta znacznym funduszem Tekli z Lanckorońskich Radolińskiej, wdowy po Piotrze. Budowla została konsekrowana w 1840 roku. Powstała na miejscu poprzedniej z 1750 roku, drewnianej. 

## Architektura i wnętrze
Świątynia jest murowana, reprezentuje styl klasycystyczny, orientowana, otynkowana, w 1925 roku była restaurowana. Kościół jest wyposażony w ogrzewanie elektryczne, organy, własną chłodnię. 
Na dzwonnicy wiszą trzy dzwony. Po II wojnie światowej wisiały na niej dwa żeliwne dzwony i jeden wykonany z brązu. Z powodu uszkodzenia jednego żeliwnego dzwonu, w 2010 roku odlano w Ludwisarni Rudolfa Pernera w Pasawie dzwon o imieniu Ave Maria. W 2023 roku odlano do parafii nowy dzwon o imieniu Pielgrzym, który zastąpił stary, najmniejszy z zestawu. W 2024 roku największy dzwon z odlewni Urlich & Weule otrzymał nowy napęd, a dzwonnica przeszła renowacje.
W świątyni znajdują się trzy ołtarze: jeden główny i dwa boczne. Główny jest poświęcony patronce świątyni, natomiast boczne noszą wezwania: św. Rozalii i św. Piotra z Alkantary. We wszystkich ołtarzach są umieszczone obrazy patronów.